# Kettersbach

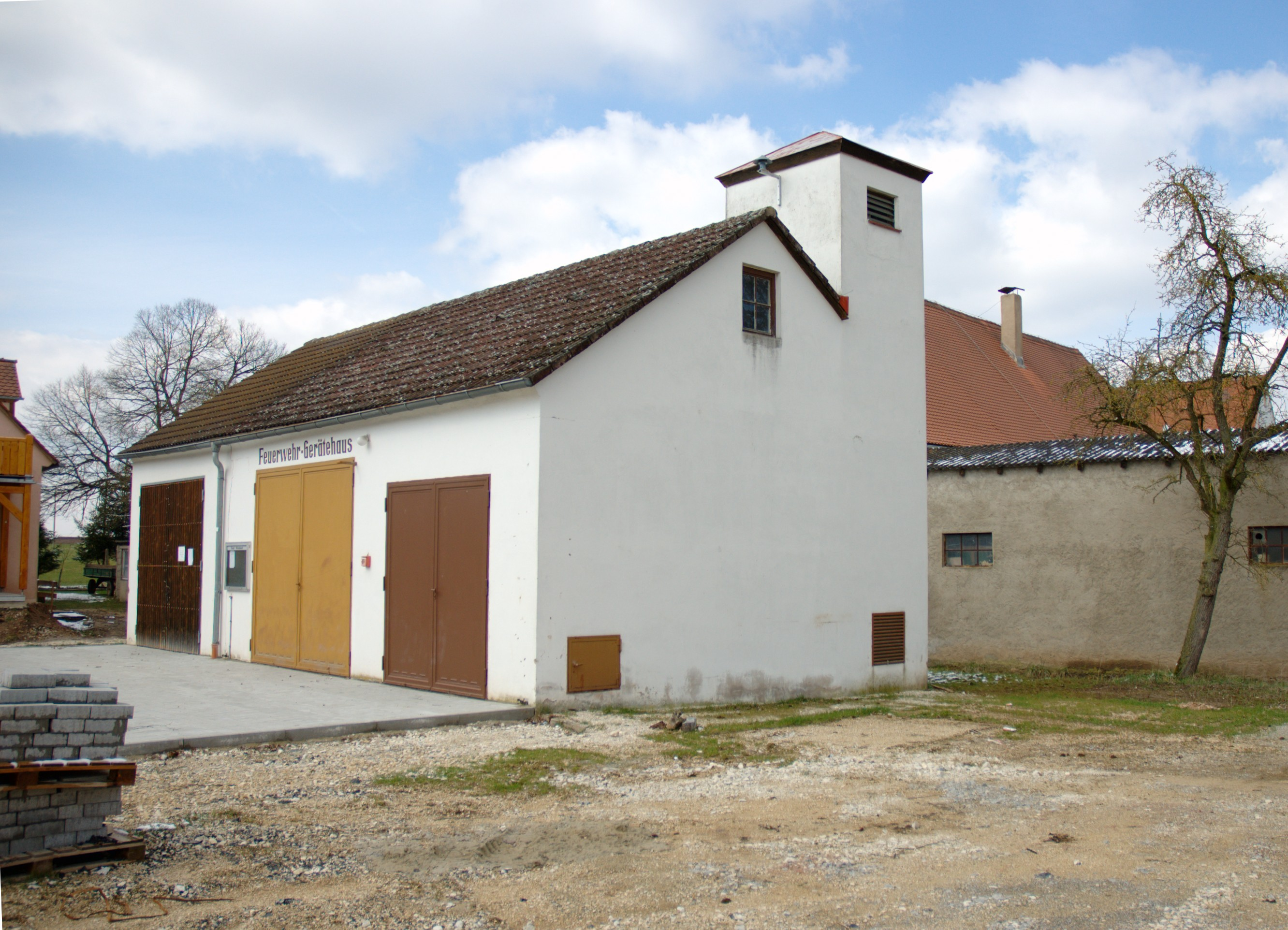
Feuerwehrhaus

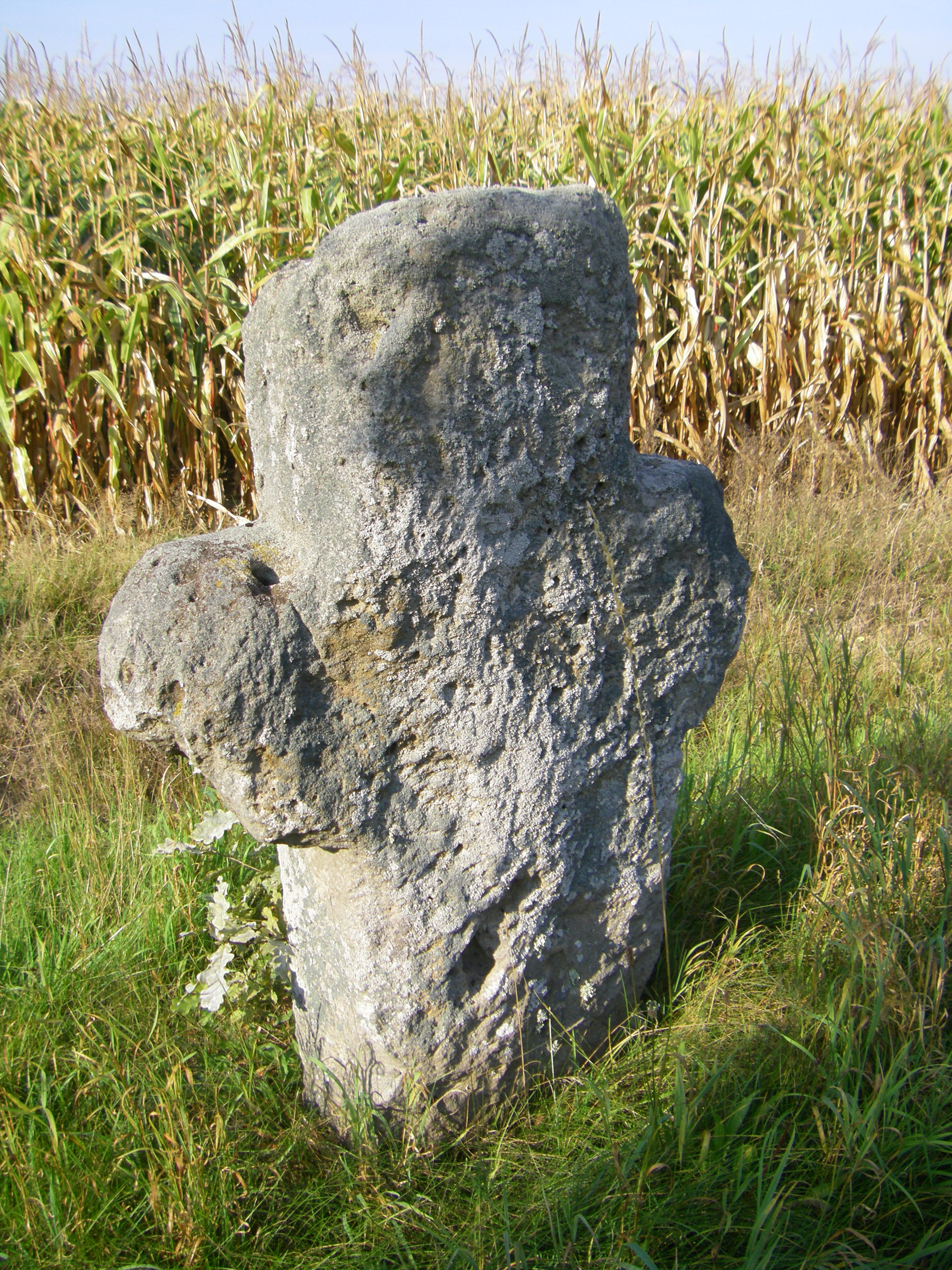
Steinkreuz

Kettersbach (fränkisch: Keddaschba) ist ein Gemeindeteil der Stadt Windsbach im Landkreis Ansbach (Mittelfranken, Bayern). Kettersbach liegt in der Gemarkung Brunn.

## Geografie
Durch das Dorf fließt der Kettersbach, ein rechter Zufluss der Aurach. Einen halben Kilometer östlich des Ortes liegt der Hundsrücken (412 m ü. NHN), 0,5 km nordwestlich der Leimenbuck (418 m ü. NHN). Unmittelbar westlich schließt sich die Flur Oberer Grund an.
Durch den Ort führt die Kreisstraße AN 15/RH 15, die den Ort mit Brunn (1,5 km südöstlich) und Rudelsdorf (1,8 km östlich) verbindet. Eine Gemeindeverbindungsstraße führt nach Veitsaurach zur AN 17 (1,6 km nördlich) bzw. nach Leipersloh (1,8 km südlich).

## Geschichte
Um 1050 war der Ort im Besitz des Grafen von Abenberg, ab 1296 unterstand er dem Hochstift Eichstätt. 1296 wurde der Ort als „Köterspach“ erstmals urkundlich erwähnt. Der Ortsname leitet sich vom gleichlautenden Gewässernamen ab. Das Bestimmungswort des Gewässernamens ist wahrscheinlich der slawische Personenname „Choterad“. Demnach könnte es sich um eine Wendensiedlung handeln, die unter Karl dem Großen um 800 planmäßig nach Franken umgesiedelt wurden. Diese Namensdeutung erscheint jedenfalls zutreffender als die Erklärung, dass eine Reihe von Quellen zwischen Brunn und Kettersbach als Kette bezeichnet wurden, Kettersbach also die Siedlung am Bach mit den vielen Quellen sei. 1312 wurde der Ort „Chötgerzbach“ genannt, 1407 „Köttersbach“.
Im 16-Punkte-Bericht des Oberamts Windsbach aus dem Jahr 1608 wurden für Kettersbach zehn Mannschaften verzeichnet, die 5 Bauernhöfe und 5 Köblergüter bewohnten. Daneben gab es noch ein Gemeindehirtenhaus. Die Grundherrschaft über alle Anwesen übte das eichstättische Kastenamt Abenberg aus, das Hochgericht hatte das brandenburg-ansbachische Kasten- und Stadtvogteiamt Windsbach inne.
Im Dreißigjährigen Krieg erlitt Kettersbach schwere Schäden. Von 13 Höfen waren acht niedergebrannt und fünf verödet, weil die Einwohner flohen. Der Wiederaufbau begann um das Jahr 1650.
Gegen Ende des 18. Jahrhunderts gab es in Kettersbach 10 Anwesen (3 Höfe, 2 Halbhöfe, 5 Güter) und ein Gemeindehirtenhaus. Das Hochgericht übte das Kasten- und Stadtvogteiamt Windsbach aus. Die Dorf- und Gemeindeherrschaft und die Grundherrschaft über alle Anwesen hatte das Kastenamt Abenberg. Von 1797 bis 1808 unterstand der Ort dem Justiz- und Kammeramt Windsbach.
Im Rahmen des Gemeindeedikts wurde Kettersbach dem 1808 gebildeten Steuerdistrikt Bertholdsdorf und der 1810 gegründeten Ruralgemeinde Bertholdsdorf zugeordnet. Mit dem Zweiten Gemeindeedikt (1818) wurde Kettersbach in die neu gebildete Ruralgemeinde Brunn umgemeindet. Diese wurde am 1. Januar 1972 im Zuge der Gebietsreform in Bayern in die Gemeinde Windsbach eingegliedert.

### Historische Beschreibung
Im Geographischen statistisch-topographischen Lexikon von Franken (1801) wird der Ort folgendermaßen beschrieben:

„Kettersbach, ganz Eichstättischer im Fraischbezirke des Ansbachischen Oberamts Windsbach, 2 Stunden nordwestlich von Abenberg über Kapsdorf hinaus zwischen Rudelsdorf und Brun gelegener und nach Veitsaurach eingepfarrter Weiler von 10 Haushaltungen, welche sämtlich samt dem Hirtenstabe zum Eichstättischen Pfleg- und Kastenamte Abenberg gehören.
Die alte Landstraße von Nürnberg in das Schwaben- und Schweitzerland geht durch diesen Weiler. Von dem dortigen großen und kleinen Zehnt hat das Spalter Kollegiatstift zwey Drittel und das Kloster Marienburg ein Drittel.
Im Jahre 1425 ließ der Eichstättische Bischoff Johann II, ein Herr von Heydeck, den Herren Konrad und Heinrich von Lentersheim den letzten Verband von dem dritten Theile des Zehnts von Kettersbach nach, wogegen diese mehrere ihrer eigenen Güter zu Stadel der Eichstättischen Kirche lehenbar machen.“

### Historische Ortskarten

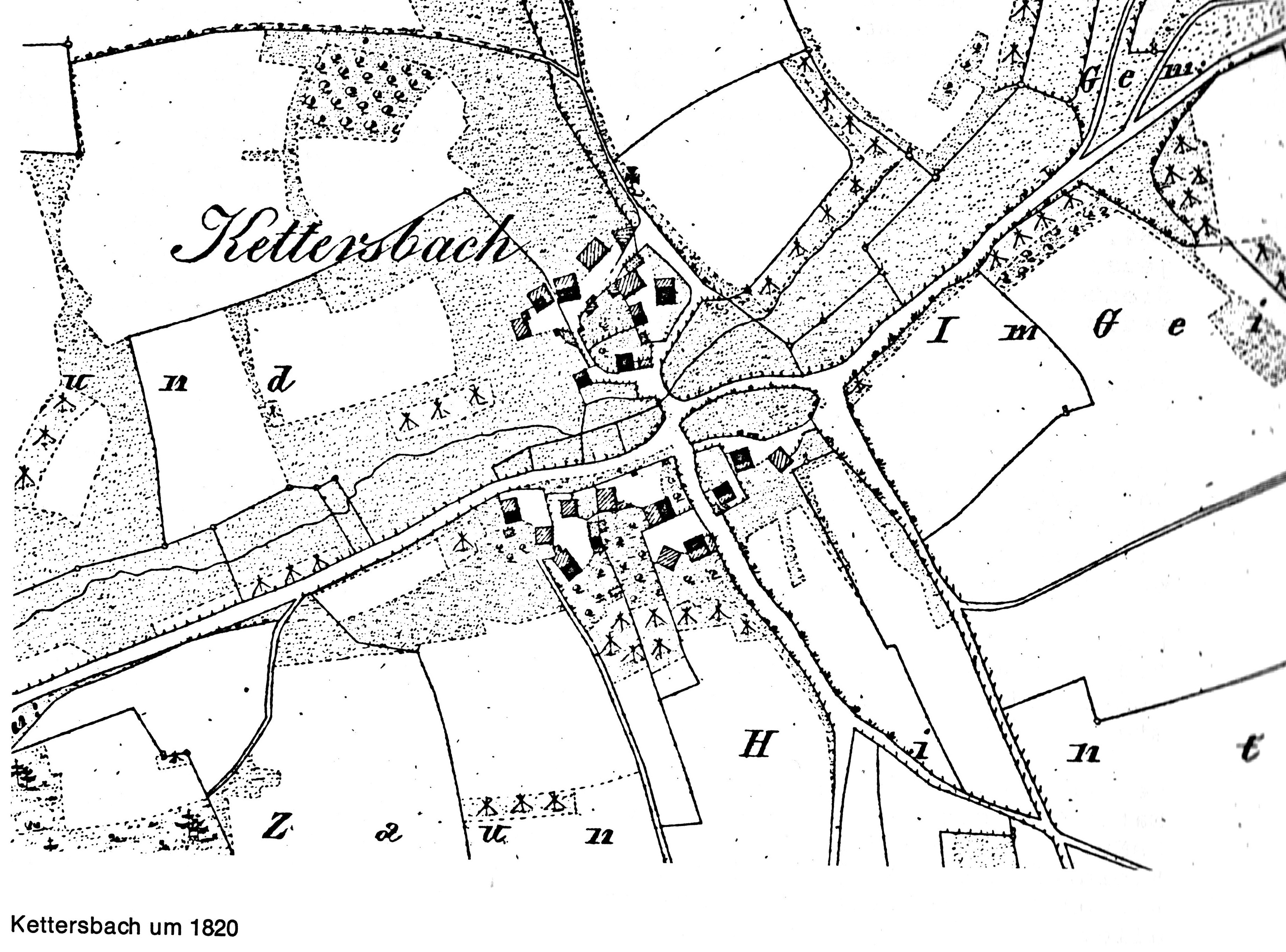
Karte von 1820
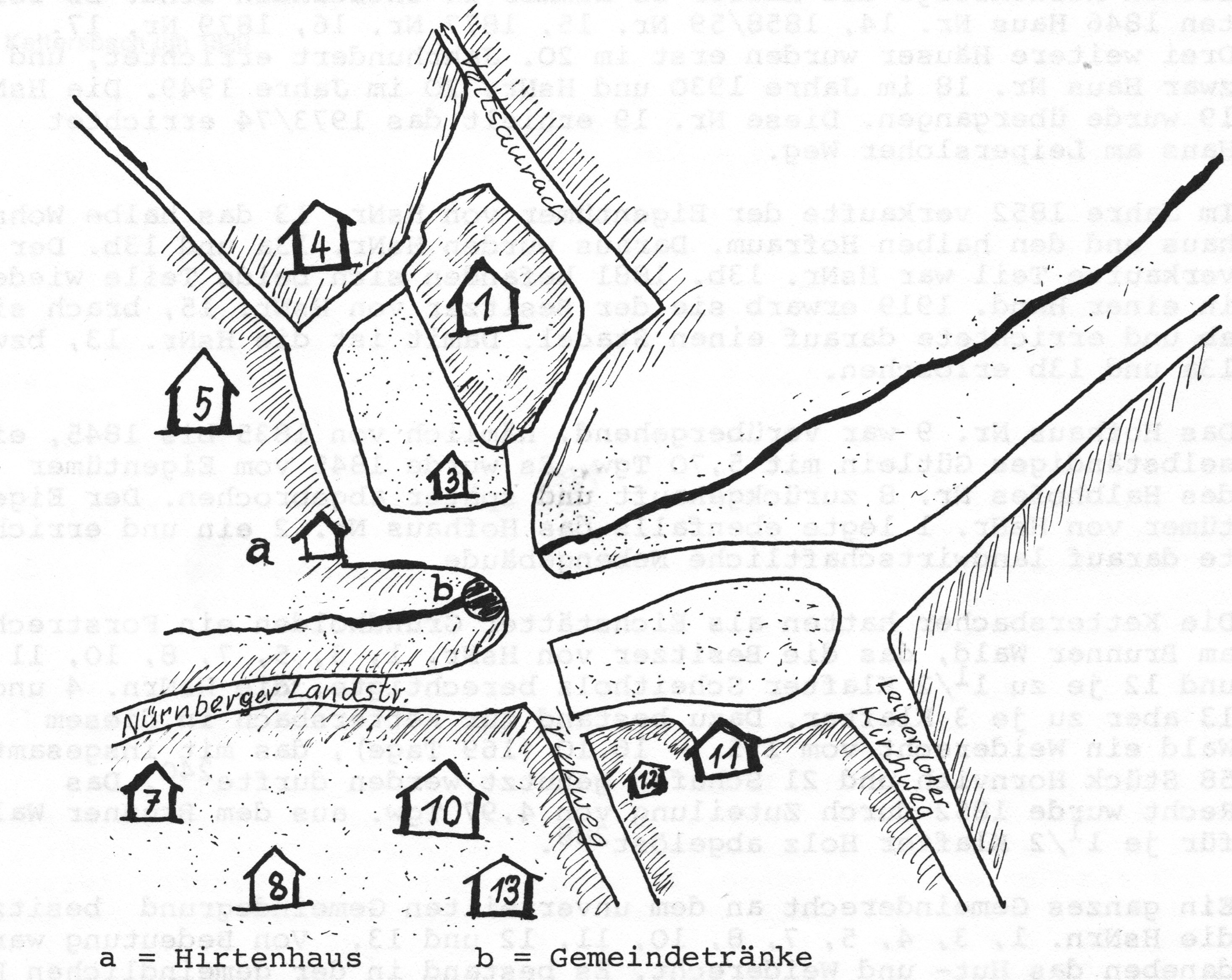
Hausnummern

### Baudenkmäler
- In Richtung Brunn steht ein mittelalterliches Steinkreuz aus Blasensandstein. Auf ihm sieht man zwei Fischer und eine Sense. Es wird erzählt, zwei Fischer seien an dieser Stelle in Streit geraten, wobei der eine den anderen mit der Sense erstochen habe. Er sei begnadigt worden, weil er ein Sühnekreuz errichtet und für die Hinterbliebene gesorgt habe[16]
- Bei Haus-Nr. 10 gibt es eine Wegkapelle mit Tonnengewölbe und Satteldach, die stirnseitig mit Voluten profiliert ist, sie wurde im 17./18. Jahrhundert erbaut und enthielt ursprünglich eine Holzfigur des Heiligen Sebastian.[16][17]

### Einwohnerentwicklung
| Jahr      | 1805   | 1818   | 1840   | 1861   | 1871   | 1885   | 1900   | 1925   | 1950   | 1961   | 1970   | 1987  |
| Einwohner | 77     | 64     | 100    | 78     | 82     | 107    | 75     | 84     | 102    | 70     | 73     | 72    |
| Häuser    |        | 13     | 13     |        |        | 21     | 17     | 13     | 15     | 16     |        | 17    |
| Quelle    | [ 19 ] | [ 20 ] | [ 21 ] | [ 22 ] | [ 23 ] | [ 24 ] | [ 25 ] | [ 26 ] | [ 27 ] | [ 28 ] | [ 29 ] | [ 1 ] |

## Religion
Der Ort ist römisch-katholisch geprägt und nach St. Vitus (Veitsaurach) gepfarrt. Seit 1867 gibt es auch Protestanten. Sie sind nach St. Georg (Bertholdsdorf) gepfarrt.

## Trivia
Johann Wolfgang von Goethe reiste im Jahre 1797 auf der Nürnberger Straße durch Kettersbach und zeichnete das Haus Nr. 11 (heutiges Anwesen Wiesinger), das ihm besonders gefiel.

## Bilder

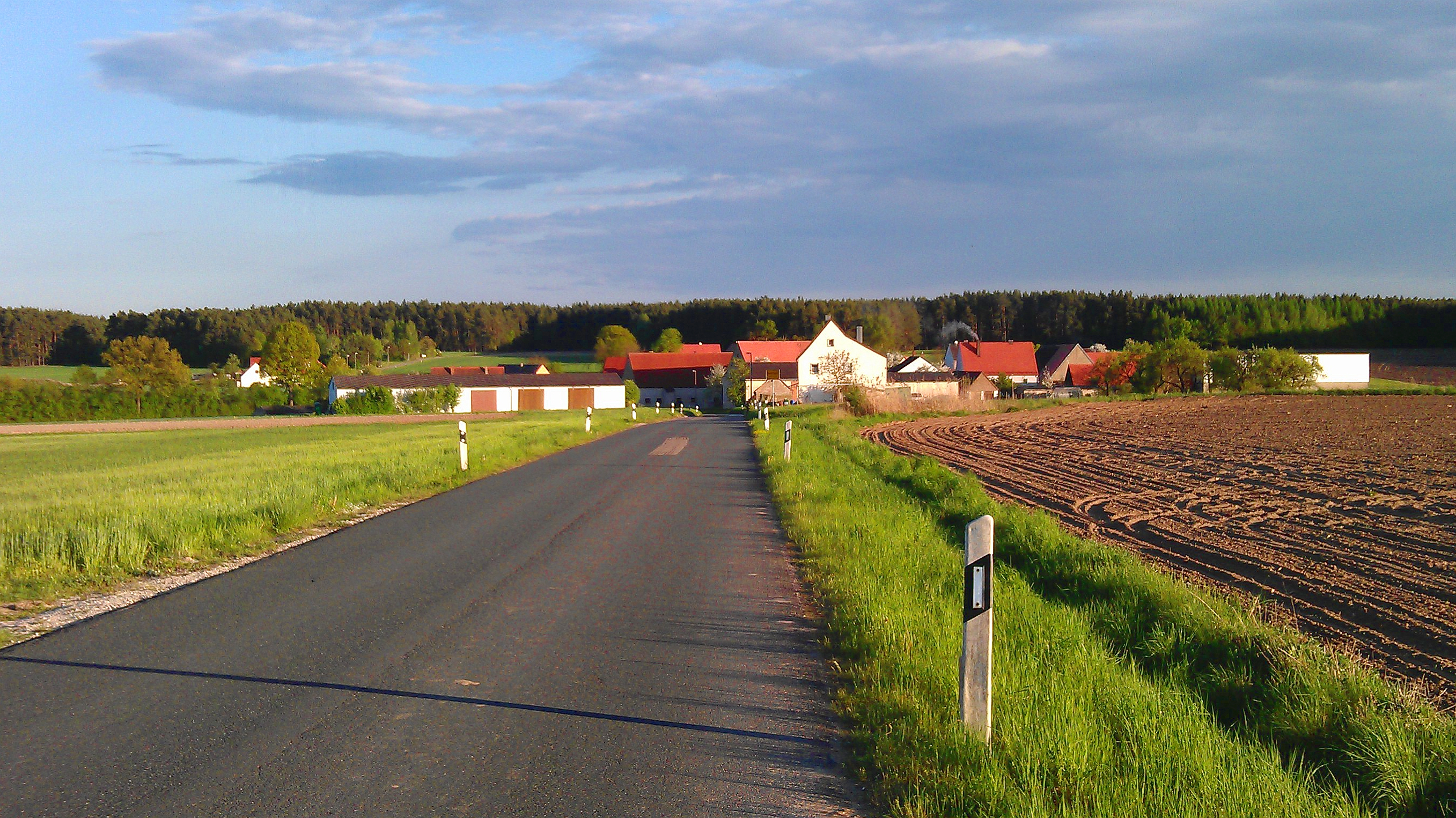
Ortsansicht
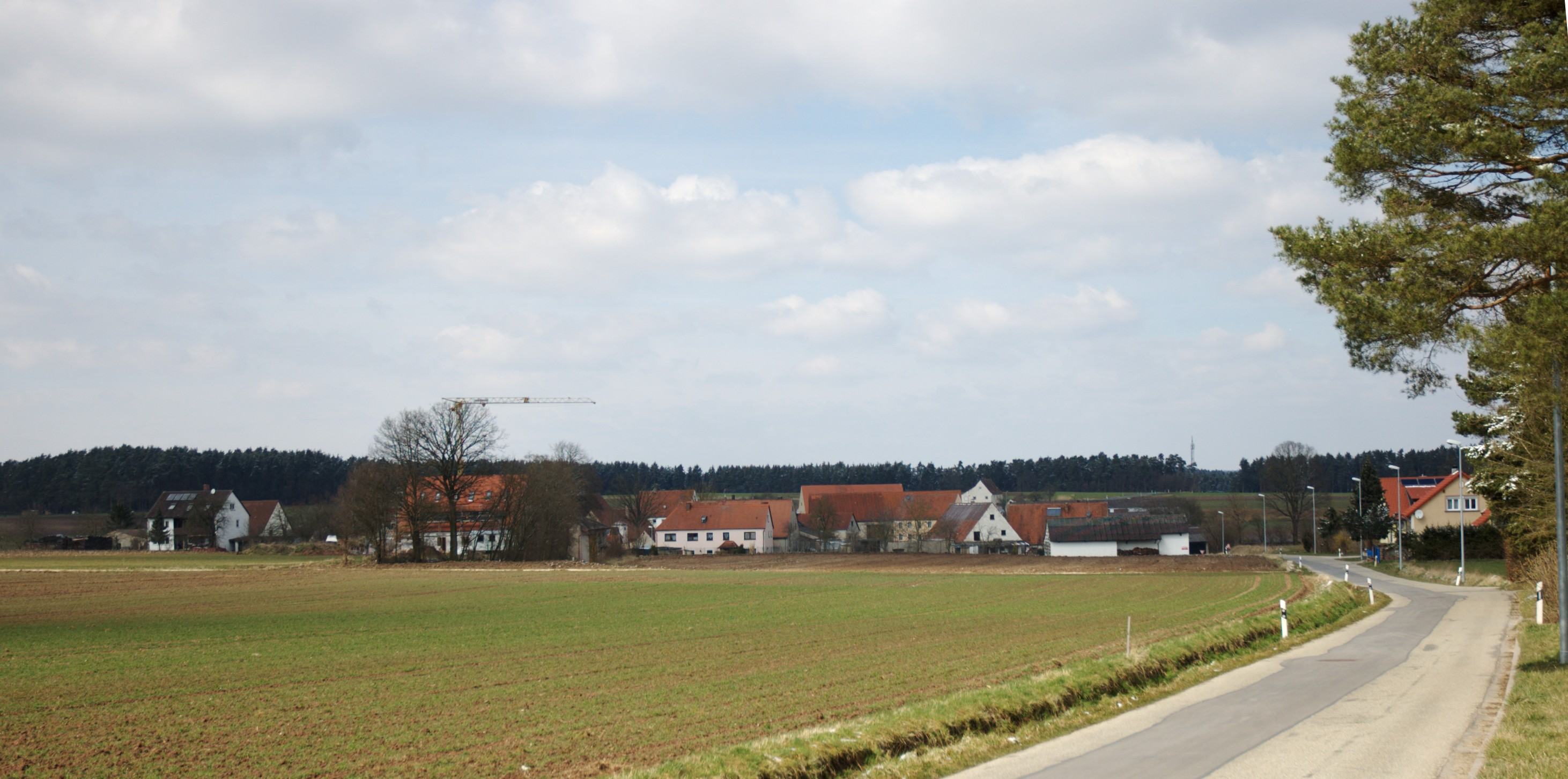
Von Brunn kommend
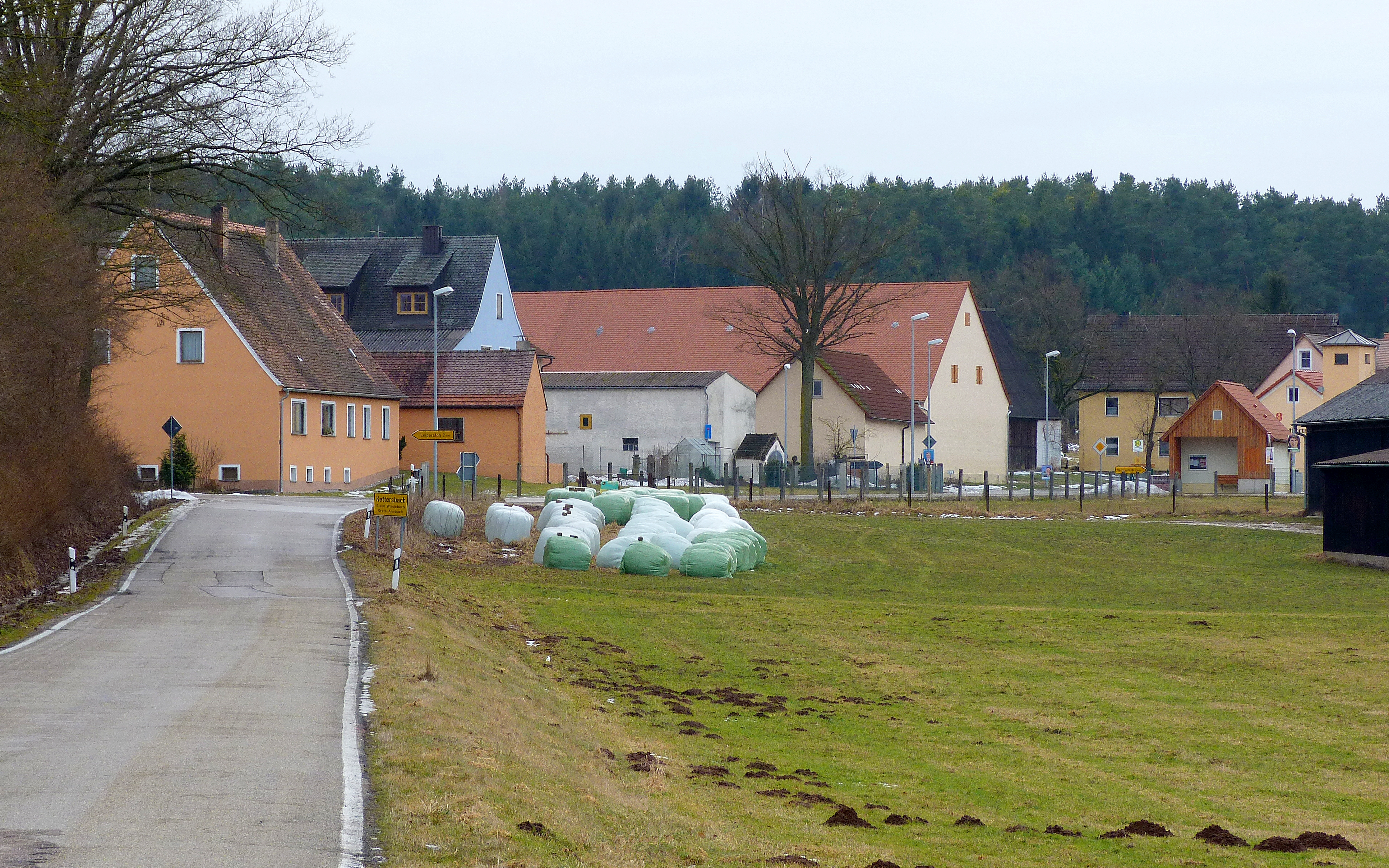
Von Rudelsdorf kommend
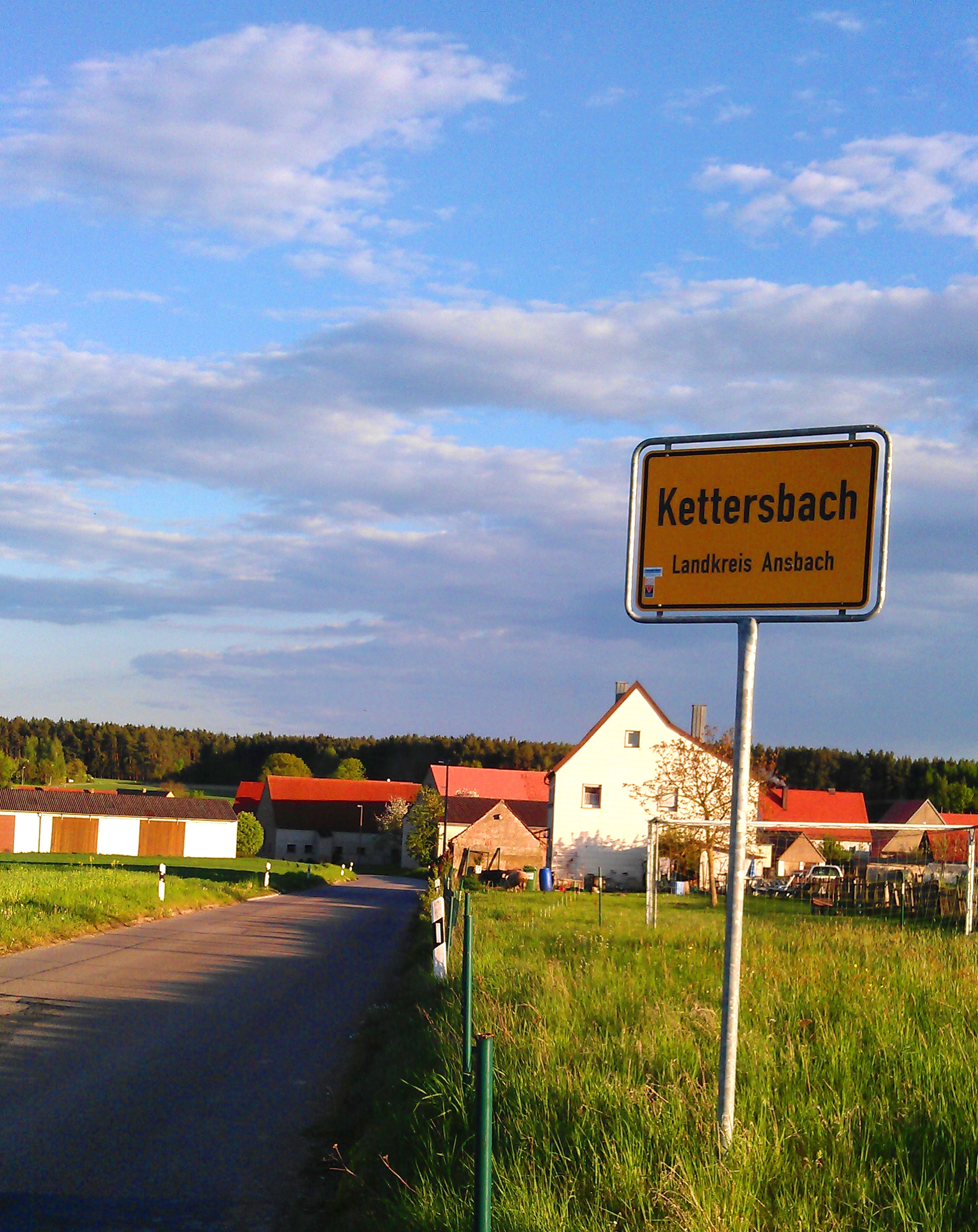
Ortseinfahrt
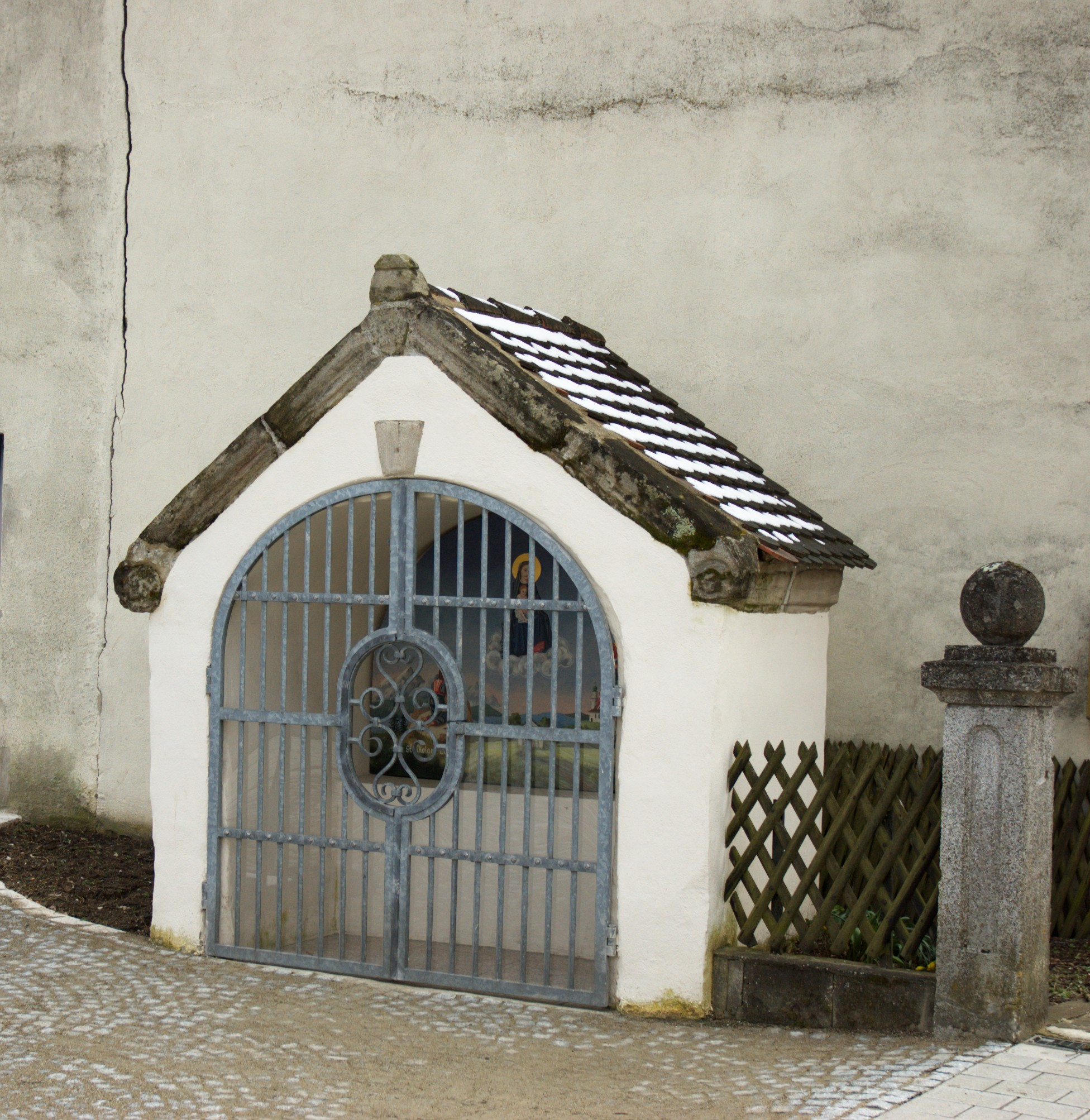
Kapelle